# 보이치에흐 노비츠키
보이치에흐 노비츠키(폴란드어: Wojciech Nowicki, 1989년 2월 22일~)는 폴란드의 육상 선수로 주종목은 해머던지기이다. 2016년 하계 올림픽에서 동메달을 획득했고, 2020년 하계 올림픽에서 개인 최고 기록을 세우며 금메달을 획득하였다. 그는 세계 선수권 대회에서 은메달 2개, 동메달 3개, 유럽 선수권 대회에서 금메달 3개, 동메달 1개를 획득하였다.